# Aegiochus plebeia
Aegiochus plebeia är en kräftdjursart som först beskrevs av Hansen 1897.  Aegiochus plebeia ingår i släktet Aegiochus och familjen Aegidae. Inga underarter finns listade i Catalogue of Life.